# マイティ井上
マイティ井上（マイティいのうえ / Mighty Inoue、1949年4月12日 - 2024年11月27日）は、日本の元プロレスラー。日本の元プロレス・レフェリー。
大阪府大阪市福島区出身。
血液型A型。
本名：井上 末雄（いのうえ すえお）。
リングネームの「マイティ」は新人時代にコーチを務めていたマティ鈴木が由来。

## 来歴
大阪学院大学高等学校時代は柔道を行い、高校卒業（後述）後に国際プロレス入り。1967年7月21日、名古屋市金山体育館における仙台強戦でデビュー。小林省三、藤井康行とともにマティ鈴木のコーチを受ける。1970年8月からは小林と共にヨーロッパ遠征に出向き、ミッキー・イノウエ（Mikki Inoue）のリングネームで活動した。1971年3月2日に東京で行われた日本プロレスとの興行戦争を受けて一時帰国し、ビル・ミラーと対戦した後、再度海外遠征に出立。カナダのモントリオール地区では日系ヒールのミツ荒川のパートナーとなり、エドワード・カーペンティアやジョー・ルダックと対戦した。
1972年10月の帰国後はラッシャー木村、サンダー杉山、グレート草津らに次ぐエース候補と期待され、得意技のサマーソルト・ドロップ（サンセット・フリップ）と、中あんこ型の体型で一躍人気を得た。同じような体型のDRAGON GATE所属レスラー、ドン・フジイは、井上を目標にしていると発言している。1973年2月27日にはホセ・クィンテロと自身初の金網デスマッチを行っている。
1974年10月7日、スーパースター・ビリー・グラハムを破りIWA世界ヘビー級王座を獲得。井上は10月1日と10月5日にもグラハムに挑戦したがいずれも敗れており、三度目の正直での戴冠となった。25歳にして先輩の木村・草津を追い抜き国際プロレスのエースとなった。同年11月4日、レイ・スティーブンスを破り初防衛に成功し、11月21日にはAWA世界ヘビー級王者バーン・ガニアとダブルタイトル戦を行い引き分けている。翌1975年も2月2日にダニー・リンチの挑戦を退けたが、4月10日にマッドドッグ・バションに敗れ王座転落。エースとしては半年程度の短命政権だった。その後は草津、アニマル浜口、阿修羅・原と組んでIWA世界タッグ王座を保持、2〜3番手のポジションで戦った。特に浜口とは全日本プロレスとの対抗戦の際にアジアタッグ王座も獲得した名コンビで、「和製ハイ・フライヤーズ」または「浪速ブラザーズ」などと呼ばれ、ワイルド・サモアンズ、上田馬之助&マサ斎藤、大木金太郎&上田、ジプシー・ジョー&キラー・ブルックス、ジョー&キラー・カール・クラップ、マイク・ジョージ&ボブ・スウィータンなどの強豪チームを相手に王座を防衛した。原とのコンビでは、1981年8月8日に行われたジェリー・オーツ&テリー・ギッブスとの防衛戦において、国際プロレス最後の金網タッグ・デスマッチを行っている。
1981年に国際プロレスが崩壊してからは、原、菅原伸義、冬木弘道と共に全日本プロレスに移籍。10月9日の蔵前国技館大会では、ミル・マスカラスが保持していたIWA世界ヘビー級王座（かつて自身が保持していた国際プロレス版とは別のタイトル）に挑戦した。1982年9月から10月にかけてはドイツのハノーバーに遠征して、クラウス・ワラス、ムース・モロウスキー、ブッチャー・ブラニガン、トニー・セント・クレアー、エイドリアン・ストリート、エド・ウィスコスキー、スティーブ・ライト、ミレ・ツルノ、そして国際プロレス時代の旧敵ヤス・フジイやビッグ・ジョン・クインとも対戦した
全日本ではジャイアント馬場、ジャンボ鶴田など大型揃いのヘビー級に比べジュニアヘビー級が手薄であったことから、110kgだったウェイトを105kgに落としジュニア戦線に転じ、NWAインターナショナル・ジュニアヘビー級王座、原や石川敬士と組んでのアジアタッグ王座などのベルトを巻く（その頃オースイ・スープレックスという技をよく使っていた）。ジュニア王座戴冠時には、国際プロレス時代にも流血の抗争を展開したジプシー・ジョーの挑戦も受けた。その後は中堅選手として永源遙や渕正信らとのユニット「悪役商会」で馬場率いる「ファミリー軍団」との凄絶なお笑い抗争を繰り広げるも、1997年4月に内臓疾患のため長期欠場。結局1998年6月に現役を引退し、8月からはレフェリーに転向した。レフェリー転向直後はその余りにぎこちないレフェリングが逆に観客から大受けをしており、試合をしているレスラーを食ってしまうこともあった。
2000年の全日大量離脱、プロレスリング・ノア旗揚げの一連の動きに当たっては離脱側に賛同し、ノア移籍後もレフェリーを務めていた。赤いコスチュームがトレードマークであり、主に永源vs百田光雄などの前座試合のレフェリングを担当していた。レフェリングは主に「言葉のプロレス」が主体である。ノア移籍後はレフェリー紹介の際、観衆から一斉に「マァイティーー!!」と呼ばれるのがお約束となっていた。これは全日本時代のジョー樋口の「ジョー!!」や、全日本に残留した和田京平の「キョーヘー!!」のコールからの伝統である。2003年からはテレビ中継解説も行っていた。
ヨーロッパへの遠征経験が豊富で、また所属していた国際プロレスにはヨーロッパの外国人選手が多く参戦していたこともあり外国語が堪能である。このことを生かして外国人係も兼務し、リッキー・マルビン、バイソン・スミスら常連外国人選手からは非常に頼りにされていた。ノアは外国人選手がどちらかと言うと目立たないが「うちの外国人レスラーはいい選手が多いよ」と常に外国人選手をカバーする側に回っていた。
2009年12月31日付でレフェリー契約が満了となりノアを退団。その日行われた天下三分の計・大晦日年越しスペシャルに選手として出場した。
2010年5月22日、ノアの後楽園ホール大会「マイティ井上レフェリー引退記念興行」のレフェリングを最後に引退した。
その後は宮崎県都城市に在住しており、2019年2月19日の両国国技館で行われた「ジャイアント馬場没20年追善興行～王者の魂～」第1試合の「ジャイアント馬場メモリアルバトルロイヤル」でレフェリーを務めた。その後は糖尿病や腎臓に病を抱えるなど体調を崩していたこともあり、2023年11月より兄の住む兵庫県神戸市内へ生活拠点を移していた。一時は体調が回復し、2024年10月6日には井上がIWA世界ヘビー級王座獲得から50年目を迎えることを記念して、東京・水道橋で開催された「マイティ井上プレミアム・トーク・ライブ」にも登場していた。しかし、その約1か月後となる同年11月27日、兄に付き添われて病院へ通院する最中に意識を失って倒れ救急搬送されたが、同日9時59分、心室細動のため、神戸市内の病院で死去した。75歳没。

## エピソード
- 大阪学院大学高等学校卒業とあるが、実際には高校を2年で中退した上で国際プロレスに入門している。井上がプロレスで頑張っていることを聞いた高校側が、卒業式に呼んだ上で井上に卒業証書を授与して卒業扱いにしている[11]。井上が通っていたボディビルジムの後輩にはアニマル浜口がいる。
- 若手時代に短期間ではあるが『井上トンパチ』というリングネームにさせられたことがある。
- 前述のヨーロッパ遠征からの一時帰国は、1971年2月に井上が宿泊していた西ドイツのホテルを訪ねた吉原功が、カードが書かれた紙を見せた上で「おい井上、遠征を繰り上げて一時帰国してくれないか。オックス・ベーカー戦で入院中のラッシャー木村が出場出来るか分からないんだ」と話し、井上は「僕は遠征してからまだ半年しか経ってないんですよ」と訴えたものの、吉原が「もうカードは発表してるからとにかく帰国して来い。すぐに戻してやるから」と言い返されて一時帰国したという。対戦相手がビル・ミラーと聞かされた際には「ワールドリーグ戦で力道山と戦ったミスターXでしょ?」と恐れていたという[2]。
- 初の金網デスマッチが、1972年11月27日に愛知県体育館で発生したストロング小林&グレート草津VSディック・ザ・ブルーザー&クラッシャー・リソワスキー戦における暴動騒ぎ（井上は全く関与しておらず、当日井上はホセ・アローヨと対戦し、井上VSアローヨはTBS『TWWAプロレス中継』にて録画中継された[12]）のお詫び興行であった。その際井上は「お詫び興行で金網デスマッチをやる必要はないんだよ。金網デスマッチは正直やりたくなかったね」と語っている[13]。
- IWA世界ヘビー級王座の防衛戦でマッドドッグ・バションに敗れ、後にラッシャー木村がIWA世界ヘビー級王座を獲得した際は「正直せいせいしたよね。これで肩の荷が下りたからさ」と感じたという[14]。
- 日本人同士の闘いが少なかった昭和50年代前半で、国際プロレスのエースのラッシャー木村のIWA世界王座に数度挑戦するという下克上、闘う姿勢を見せたがタイトル奪取はならず。中でも1978年5月1日に富士で行われた試合では、ジプシー・ジョーとの間で挑戦者決定戦を行い、4月11日に高崎で引き分けた後に4月27日に津山で勝利した上で木村に挑戦している[15]。ちなみに同門のグレート草津、アニマル浜口、阿修羅・原、寺西勇らは木村に挑戦していない。
- 井上は「小林さん（ストロング小林）が離脱しなければ国際プロレスは潰れていなかったので、それは許せない」とコメントしている[16]。しかし2021年12月31日、小林が逝去した際には追悼するコメントを寄せている。
- 国際プロレスの中ではどんなタイプの選手が相手でもいい試合が出来る万能型であった。
- 海外遠征時代にアンドレ・ザ・ジャイアント（モンスター・ロシモフ）と知り合い、アンドレの死まで親交を続けた。初期はフランス語が喋れなかったマイティであるが、アンドレの話すことはなぜか理解出来ており、それ以来親友として付き合った[14]。アンドレが晩年に全日本プロレスに来ていた頃は良き話し相手だった。
- 国際プロレス時代のタイツは花柄・サイケ調・モザイク柄とド派手でガウンも純白ショートウエディングドレスのような、良く言えば王子様・悪く言えば乙女チックなガウンであった。
- 1978年に東映のドル箱シリーズ、『トラック野郎・突撃一番星』（シリーズ7作目）のクライマックスシーンに病院のガードマン役で出演。主人公・星桃次郎（菅原文太）を投げ飛ばしている。
- 国際プロレス時代、下北沢でビアホールを経営していた事がある。歌は数枚を発表する。
- レスラー引退後は、ジャイアント馬場夫人の馬場元子に全日本プロレスを強制退社させられる寸前だったとのこと。1998年6月12日、日本武道館での引退セレモニーで周囲の関係者の助言により、事前の了解を取らずに引退後はレフェリーをすると宣言する。
- 新日本プロレスが嫌いである。自分より年上でキャリアが上のアントニオ猪木に対して呼び捨て呼称するほどである。新日本が嫌いな理由として「国際プロレスに入門したばかりの頃、豊登からアントニオ猪木のことを『あんな悪い奴はいない』と毎日聞かされていた」ことや「猪木の自分だけ良ければいいという強引なやり方が気に食わない」「後にブルーノ・サンマルチノを破りWWWF（現WWE）王者となるスーパースター・ビリー・グラハムからIWA世界王座を奪取し、AWA世界王者バーン・ガニアとダブルタイトル戦で引き分けるなどの実績があるのにヤマハ・ブラザーズ（星野勘太郎&山本小鉄）にギブアップ負けさせられたりした」ことなどが理由といわれる。新日本が旗揚げした際も「新日本は長続きせず、東京プロレスの二の舞になるだろうね」と思ったという[14]。国際プロレス社長であった吉原功に「全員新日本に行ってもらうから」と言われた時は井上は即座に新日本参戦を断り、竹内宏介を通じて馬場と合って「私の他にも数人お願いします」と話し、菅原伸義やデビュー1年弱の冬木弘道などの若手選手を引き連れて全日本プロレスへ入団した。その際、彼らに対して「プロレスを続けたいのか？」と問い正したという。吉原に反逆したのはこの時が初めてであった[17]。国際出身者では途中から全日本に移籍した木村とともに、プロレスリング・ノア旗揚げまで全日本に残留した。
- 初のヨーロッパ遠征の際、入場曲にちあきなおみの「四つのお願い」を使用した[18]。この話を聞いた東京12チャンネル（現：テレビ東京）『国際プロレスアワー』のディレクターが思いつき、1974年9月15日の後楽園ホール大会でスーパースター・ビリー・グラハムの入場時に「ジーザス・クライスト・スーパースター」（101ストリングスによる、インストゥルメンタル・カバー・バージョン）を流したのが、日本における選手入場時にテーマが流された最初である[19]。
- 子供の頃から井上のファンであるというタブレット純とはメル友で、時折「純ちゃん、元気？」と井上のほうから電話を掛けるなど親交を深めている。[20]。

## 得意技
サマーソルト・ドロップ
セントーンの応用技。仰向けに横たわった相手に、助走をつけながら前転宙返りをし、相手に背面を浴びせていく技である。別名はサンセット・フリップ。この技は彼の代名詞になっており、他の使い手は現在のプロレスラーに少なく、サマーソルト・ドロップ＝マイティ井上といわれるくらいである。「ウワアアア！」と大きな掛け声を上げながら放つのが定番のムーブである。なおプロレスリングFREEDOMSの葛西純はZERO1-MAX時代に「マイティ井上」と叫びながらこの技を見舞ったことがある。
ジャーマン・スープレックス
当時のジュニア・ヘビー級の選手はこぞってフィニッシュ・ムーブにしていたが、井上はここ一番でしか出さない本当の奥の手として使用していた。
フライング・ショルダー・アタック
ミル・マスカラスのフライング・クロスチョップと似た技で肩からぶつかっていく。2連発からのサマーソルト・ドロップがフィニッシュホールドであった。全日正規軍の一員として天龍同盟と戦った6人タッグマッチで、場外乱戦の中エプロンにいた天龍源一郎にこの技を仕掛け、リングアウト勝ちを挙げたことがある。
ストマック・ブロック
シュミット式バックブリーカーの要領で相手を抱え上げ、自ら片膝を立てて相手の腹部を膝に打ち付ける。この技でオースチン・アイドルの肋骨を折ったことがある。
バックドロップ
相手の片足を抱えながら高速急角度で落とす。
オースイ・スープレックス（オージー・スープレックス）
相手の背後から両腕をクラッチしたまま尻餅をつく形で後方へと倒れ込み、相手もろとも体を後転させて相手の両肩をマットに付け、自身の背中をブリッジするように仰け反らせてフォールを奪う技。タイガー・スープレックスに似ているが、タイガー・スープレックスは背後から捕まえた相手を後方に反り投げる投げ技であり、オースィー・スープレックスは丸め込み技の一種で、技が決まった時の体勢は同じだが、技を決める過程が異なっている。
丸め込み技
回転エビ固め、逆さ押さえ込み、フライング・ヘッドシザースから丸め込むなどの一瞬の返し技を多数持っていた。
チョップ
腰が入った胸板へのチョップ。ストロング小林、ラッシャー木村、アニマル浜口ら国際プロレスの選手は得意技にしていた。

## テーマ曲
- 国際プロレス時代「フリーライド・サーファー」
- 全日本プロレス時代「Speed Trap」

## タイトル歴
国際プロレス
- IWA世界ヘビー級王座
- IWA世界タッグ王座（w / グレート草津、アニマル浜口、阿修羅・原）

全日本プロレス
- NWAインターナショナル・ジュニアヘビー級王座
- 世界ジュニアヘビー級王座
- アジアタッグ王座（w / アニマル浜口、石川隆士）

## ディスコグラフィ
- ふるいボトル（ローオンレコード） - 「マイティ・井上」名義。オムニバスアルバム「ローオン歌謡列伝!!」（2011年9月21日、Pヴァイン）にも収録
- あの娘のお店 - 「マイティー井上」名義。西尾三枝子とデュエット
- エマの肖像（1984年8月21日、ビクター） - プロレス実況中継番組「全日本プロレス中継30」（日本テレビ系列）1994年8月期エンディング曲